# Ночные стражи (серия книг)
«Ночные стражи» (англ. Guardians of Ga'Hoole) — серия книг Кэтрин Ласки в стиле фэнтези о мире мудрых сов. Первая книга вышла в 2003 году, всего их — 15, а также 2 сопутствующих издания — гид по миру и сборник легенд. Также в 2010 Кэтрин Ласки начала новую серию книг «Wolves Of The Beyond», действие которой происходит в том же мире, что и в «Ночных стражах», а главными героями становятся волки. В сентябре 2010 года на экраны вышла анимационная 3D-экранизация по мотивам первых трёх книг серии — «Легенды ночных стражей» режиссёра Зака Снайдера.

## Сюжет

### Основная линия
Главный герой книг — совёнок Сорен.
Сорен живёт со своими родителями, братом Клуддом и сестрой Эглантиной в гнезде. Однажды его выпихивает из гнезда собственный брат, а затем Сорен оказывается похищенным патрулём из зловещей академии для осиротевших сов Сант-Эголиуса. Совы Сант-Эголиуса желают захватить все совиные королевства мира. В академии Сорена и других похищенных совят жестоко контролируют, не позволяя им учиться летать, чтобы предотвратить все попытки побега. Сорен знакомится с совой Гильфи, и они решают сбежать, чтобы отправиться искать Древо Га’Хуула, где, согласно легендам, живут сильные и мудрые стражи Га’Хуула, способные спасти совиные королевства от зла. Сорен и Гильфи вместе учатся летать и сбегают из Сант-Эголиуса. Знакомятся с другими совятами — Сумраком и Копушей.
Совята находят Древо и знакомятся с наставником Великого Древа Га’Хуула — старым мудрецом Эзилрибом, который становится учителем Сорена, Мартином — совой с высоко развитой интуицией, Руби — знатоком полётов, и Отулиссой — педантичной умной совой. Сорена не покидают мысли о других совятах, оставшихся в Сант-Эголиус.
Некоторое время спустя исчезает мудрый Эзилриб, а силы зла атакуют Великое Древо. Сорен с друзьями отправляется на поиски Эзилриба и узнаёт, что его брат Клудд и его подруга Нира возглавляют силы зла и намерены захватить все совиные королевства.
Сорен находит Эглантину, но он не знает, что её обманули Нира и Клудд, из-за чего она тайно носила им листы из книги библиотеки древа Га’Хуула. Друзья пытаются выяснить, что случилось с сестрой Сорена. Примула тайком летит за Эглантиной, а через некоторое время они сбегают от Ниры и Клудда. Также Эглантина похищает яйцо злой «королевы», из которого, согласно предсказанию, в день полнолуния должен вылупиться птенец, который исполнит пророчество зла, и разбивает его.
Далее Сорен с друзьями летят в Северные Царства, находят союзников и обучаются искусству ведения войны. По возвращении происходит великая битва, где Сумрак убивает Клудда.
В полнолуние вылупляется единственный из оставшихся птенцов Клудда — Нирок. Нира тренирует Нирока и обманом внушает мысли о его предназначении осуществить план Клудда по покорению мира сов. Нирок становится способным учеником, но его терзают сомнения относительно своего истинного предназначения. В это же время наследник узнает, что он может читать огонь — Нирок стал огнечеем. Он сбегает из дома, вместе со своим единственным другом, из Серебристой Мглы, Филиппом. Они становятся изгнанниками и узнаю́т, кто на самом деле отец Нирока. Затем Нирок снова оказывается в каньоне, где на Особой Церемонии Нира в порыве ярости оставляет на лице своего сына подобный себе шрам и убивает Филиппа. После несчастный совенок сбегает и придумывает себе новое имя — Корин. Для того, чтобы Стражи Древа приняли его, Корин отправляется в страну Далеко-Далеко, где обитают мудрые волки, но Нира пытается остановить его.
В Далеко-Далеко Корин достает Уголь Хуула, прилетает в Га’Хуул вместе с ранее прибывшей Отулиссой и становится новым королём Древа.
Перед своей смертью мудрый Эзилриб просит Сорена и Корина прочитать легенды Га’Хуула, лежащие в его секретной библиотеке. Из них молодые совы узнают о предательстве, злодействах и магии прошлого.
От подруги Бесс Корин и его друзья узнают о существовании Шестого Царства и решают в него отправиться. Там они узнают, что сбежала страшная в былых временах сова, которая впоследствии помогает дочери Сорена, да и вообще всему древу Га’Хуула. Но после Стрига, так звали эту голубую сову, предаёт их и присоединяется к Нире. Начинается очередное сражение, где преимущество не на стороне стражей. Корин выступает во главе войск, призвав на свою сторону не только сов, но и волков, чаек, ворон, белых медведей и других зверей и птиц. Битву решают провести в краю Далеко-Далеко. В финальной битве Сорен убивает Ниру, а Стрига смертельно ранит Корина, из-за чего получает не совместимое с жизнью ранение от Сорена. Сорен становится новым королём древа Га’Хуула.

### Легенды Га’Хуула
9, 10 и 11-я книги («Первый угленос», «Воспитание принца» и «Быть королём») отходят от основной сюжетной линии и посвящены трём легендам Га’Хуула. В них рассказывается о приключениях легендарного короля Хуула, его наставниках — первом угленосе Гранке и кузнеце Тео. Гранк первым открыл Уголь Хуула, а король Хуул нашёл Великое Древо.

## Книги серии

### Ночные стражи
| Название                                | Описание | Год  | ISBN |
| --------------------------------------- | --- | ---- | --- |
| Похищение (The Capture)                 | Совы обеспокоены серией похищений птенцов. Совенок Сорен также похищен и попадает в академию Сант-Эголиус. Он и его подруга Гильфи решают бежать и найти Древо Га’Хуула, где живут благородные стражи, которые могут победить зло.                                                                         | 2003 | ISBN 978-5-373-00616-3 ISBN 978-5-224-02168-0                                                                  |
| Путешествие (The Journey)               | Сорен, Гильфи, Сумрак и Копуша находят Великое Древо Га’Хуула. Там они учатся мудрости стражей и находят новых друзей. | 2003 | ISBN 978-5-373-00755-9 ISBN 978-5-224-02319-6                                                                  |
| Спасение (The Rescue)                   | Исчезает мудрый Эзилриб, а Сорен начинает замечать странности в поведении Эглантины. | 2004 | ISBN 978-5-373-01095-5                                                                                         |
| Осада (The Siege)                       | Эзилриб возвращается домой. Между совами начинается война. Силы противника возглавит зловещий брат Сорена — Клудд. | 2004 | |
| Сокрушение (The Shattering)             | Эглантина оказывается шпионкой Клудда, после того как последний обманом внушил ей мысли о воссоединении семьи. Сорен избавляет сестру от обмана, но битва всё ещё продолжается. | 2004 | ISBN 978-5-373-01983-5                                                                                         |
| Вторжение (The Burning)                 | Сорен и его друзья летят в Северные Царства, чтобы обучиться военному делу. Тем временем баланс сил висит на волоске — силы зла нападают на Древо Га’Хуула и используют новые магические умения. | 2005 | ISBN 978-5-373-01983-5                                                                                         |
| Наследник (The Hatchling)               | Клудд мёртв. Его подруга Нира считает, что единственный оставшийся птенец Нирок — тот самый наследник, который должен исполнить зловещее пророчество. Нирок не желает служить силам зла и сбегает из дома.                                                                                                 | 2005 | ISBN 978-5-373-02126-5                                                                                         |
| Изгнанник (The Outcast)                 | Нирока преследует его прошлое и разыскивают поборники зла. Чтобы найти себя, он улетает в таинственные земли Далеко-Далеко. По возвращении Нирок становится Корином. | 2005 | ISBN 978-5-373-02306-1                                                                                         |
| Первый угленос (The First Collier)      | Сорен и Корин по велению Эзилриба читают легенды о Га’Хууле: король Храт и королева Сив хотят сохранить мир. Благородный Гранк отправляется в Далеко-Далеко для изучения сил огня. Он получает магические способности и становится первым угленосом, но боится, что эти силы могут быть использованы злом. | 2006 | ISBN 978-5-373-02306-1                                                                                         |
| Воспитание принца (The Coming of Hoole) | Вторая легенда Га’Хуула. После смерти короля Храта лорд Аррин планирует окончательно захватить совиный мир. На далёком острове мудрый Гранк и кузнец Тео тайно воспитывают наследного принца Хуула. Королева Сив собирает войско, желая возвести законного наследника на трон.                             | 2006 | ISBN 0-439-79569-9 ISBN 978-5-17-063810-9 ISBN 978-5-271-26093-3 ISBN 978-5-4215-0326-2                        |
| Быть королём (To Be a King)             | Третья и последняя легенда Га’Хуула. Хуул получает трон, но ему ещё предстоит пройти главное испытание — обладание магическими силами. | 2006 | ISBN 978-5-17-065829-9 ISBN 978-5-271-27036-9 ISBN 978-5-4215-0662-1                                           |
| Золотое древо (The Golden Tree)         | Корин, Сорен и их друзья начали новую эпоху — Золотой век Великого Древа, но Корин сомневается в себе, ведь в нём течёт кровь сил зла. Он отправляется в путешествие в поисках ответов, но этим подвергает Великое Древо опасности.                                                                        | 2007 | ISBN 978-0-439-88806-6 ISBN 0-439-88806-9                                                                      |
| Река ветра (The River of Wind)          | Корин и Сорен отправляются на поиски загадочного шестого королевства. Нира и её воины отправляются за ними. | 2007 | ISBN 978-0-439-88806-6 ISBN 0-439-88806-9 ISBN 978-5-17-067663-7 ISBN 978-5-271-27036-9 ISBN 978-5-226-02658-4 |
| Обман (Exile)                           | Стрига, союзник стражей, предаёт их. Он обвиняет Сорена и его отряд в предательстве, и герои становятся изгнанниками. | 2007 | |
| Война углей (The War of the Ember)      | Последняя битва между стражами Га’Хуула и силами зла. Стрига и Нира объединяют свои силы, способные сокрушить Великое Древо. | 2008 | ISBN 978-5-17-068365-9 ISBN 978-5-271-28999-6 ISBN 978-5-4215-1209-7                                           |

### Сопутствующие книги
- Guardians of Ga’Hoole: A Guide Book to the Great Tree (Гид по Великому Древу)
- Guardians of Ga’Hoole: Lost Tales of Ga’Hoole (Утерянные легенды Га’Хуула)

### Серия «Волки из Страны Далеко-Далеко»
| Английское название | Русское название | Описание |
| ------------------- | ---------------- | --- |
| Lone Wolf           | Одиночка         | Далеко-далеко, в дикой стране за пределами королевства Га'Хуул, мать-волчица спасается бегством: один из ее щенков родился с кривой лапкой. Законы волчьих кланов суровы - стая не потерпит калеку в своих рядах. Теперь малыша должны оставить на берегу скованной льдом реки, где его ждет неминуемая гибель. Так начинается история отважного Фаолана, навсегда изменившего мир волков из страны Далеко-далеко... |
| Shadow Wolf         | Тень             | Волчонок Фаолан родился с кривой лапкой. Законы волчьих кланов суровы, и стая не будет принимать в свои ряды калеку. Но волчонок, брошенный на берегу реки умирать, все-таки выжил - и даже нашел себе новую мать, медведицу гризли. Теперь ему настала пора вернуться в клан, чтобы занять в нем низшее место - место глодателя . Но и в родной стае Фаолана поджидают огорчения, беды, опасности - и новые друзья. Сможет ли он доказать свое право быть полноправным членом клана? |
| Watch Wolf          | Страж            | |
| Frost Wolf          | Ледяной          | Серебристый волк по имени Фаолан всегда чувствовал себя чужим. Обреченный на смерть, будучи еще щенком, он выжил, но так и не нашел себе места в стае. Сородичи избегают его из-за сверхъестественной связи Фаолана с медведями. Но однажды над страной Далеко-далеко нависает смертельная опасность, и Фаолан - единственный, кто может с ней справиться. В силах ли он занять место лидера волчьих стай? Если он не найдет выхода, всем волкам из страны Далеко-далеко грозит гибель... |
| Spirit Wolf         | Призрачный       | Еще год назад никто из волков страны Далеко-Далеко не сказал бы, что Фаолан когда-нибудь станет вождем. Щенком обреченный на смерть и сумевший выжить, серебристый волк вернулся в клан – на самое низкое положение. Но он понимал, что его предназначение вовсе не в том, чтобы быть глодателем и грызть кости. И дело тут не только в странном узоре на подушечке его лапы или необъяснимой связи с медведями… Клановые волки видели в этом угрозу и не доверяли Фаолану. Но теперь, когда над страной Далеко-Далеко нависла смерть, выжившим придется сделать выбор. Смогут ли они поверить в серебристого волка, еще недавно бывшего обычным глодателем? И справится ли Фаолан? Потому что если он не сможет исполнить свое предназначение, это будет означать гибель всей страны Далеко-Далеко… |
| Star Wolf           | Звёздный         | Страны Далеко-Далеко больше нет – она погребена под сугробами вечными снегов и пеплом обрушившегося Кольца Священных Вулканов. Выжившим нужно искать себе новый дом. Единственная их надежда – далёкая страна под названием Синяя Даль, на том берегу огромного Замёрзшего моря. Смогут ли волки преодолеть Ледяной мост над бездной моря? Все ли они выстоят под натиском ветра, холода и снега? И не ждёт ли впереди ещё одна погибшая, разрушенная земля? |

## Персонажи серии
Основные персонажи:
- Сорен — сипуха. Основной протагонист, брат Клудда и Эглантины.
- Клудд (Металлический Клюв) — старший брат Сорена, основной отрицательный персонаж первых шести книг.
- Нирок (Корин) — сын Ниры и Клудда, переходит на сторону стражей Га’Хуула и позже становится королём Великого Древа Га’Хуула; в последней битве был смертельно ранен в левое крыло.
- Эглантина — младшая сестра Сорена и Клудда, была похищена Клуддом и какое-то время шпионила для него.
- Гильфи — сыч-эльф. Лучшая подруга Сорена.
- Сумрак — бородатая неясыть. Друг Сорена, убил Клудда в конце шестой книги.
- Копуша — пещерная сова. Друг Сорена.
- Отулисса — пятнистая неясыть. Всезнающая мудрая сова, страж Га’Хуула.
- Эзилриб — пятнистая совка. Наставник Сорена и самая мудрая сова Га’Хуула.
- Нира (Найра) — белая сипуха. Подруга Клудда и мать Нирока. Становится основным антагонистом и лидером сил противников после гибели Клудда.
- Миссис Плитвер (миссис Пи) — слепая змея, домашняя прислуга. Жила в семье Сорена.

## География
Действие происходит в мире, в котором люди вымерли, и здесь обитают разумные звери и птицы: совы, орлы, вороны, чайки, тупики, волки, лисы, еноты, рыси, медведи и др. Самыми мудрыми птицами являются совы. Они имеют свои королевства. Остальные птицы живут на их территориях и часто выступают соратниками сов против сил зла. В книгах рассказывается о пяти известных совиных королевствах, а также о загадочном шестом королевстве, которое находится по другую сторону Реки Ветра.
Основные места мира, где происходит действие:
- Великое Древо Га’Хулл  — место, где обитают основные силы добра, дом стражей Га’Хуула.
- Лесное царство Тито — Родина Сорена.
- Каньон Сант-Эголиус  — каньоны, место размещения основных сил Клудда. Там же находится академия, куда отправляют похищенных совят.
- Далеко-Далеко — королевство страховолков. Место, где по легенде Гранк обрёл силу угля Хуула, вслед за ним король Хуул, а позже Корин.
- Северные Царства.
- Южные Царства.

## Экранизация
За съёмку киноэкранизации «Ночных стражей» взялся режиссёр Зак Снайдер. Премьера 3D-анимации, в основе которой лежит сюжет первых трёх книг, состоялась 24 сентября 2010 года (в России — 30 сентября).